# فینال لیگ قهرمانان اقیانوسیه ۲۰۰۹
فینال لیگ قهرمانان اقیانوسیه ۰۹–۲۰۰۸ بین اوکلند سیتی نیوزیلند و کولواله جزایر سلیمان برگزار شد.
بازی اول در ورزشگاه لاسون تاما، هونیارا، جزایر سلیمان در ۲۵ آوریل ۲۰۰۹ برگزار شد. تیم نیوزیلندی با نتیجه ۷–۲ پیروز شد.
بازی برگشت در ۳ مه ۲۰۰۹ در ورزشگاه کیویتئا، اوکلند، نیوزیلند برگزار شد. آوکلند سیتی ۲–۲ مساوی کرد، اما در مجموع  ۹–۴ پیروز شد.

## مسابقات
| تیم ۱   | نتیجه‌نهایی | تیم ۲       | بازی رفت | بازی برگشت |
| ------- | ---------- | ----------- | -------- | ---------- |
| کولواله | ۴–۹        | اوکلند سیتی | ۲–۷      | ۲–۲        |

### بازی رفت
| کولواله        | ۲–۷    | اوکلند سیتی                                                                   |
| -------------- | ------ | ----------------------------------------------------------------------------- |
| آنیسوا ۱۰' ۷۶' | Report | ویلیامز ۲۳' · لی کی-هیونگ ۳۹' · اورلوویچ ۴۰' · وایسلیچ ۵۸' · جردن ۶۵' ۷۷' ۸۶' |

### بازی برگشت
| اوکلند سیتی      | ۲–۲    | کولواله                  |
| ---------------- | ------ | ------------------------ |
| جردن ۵۶' (پ) ۵۸' | Report | فائارودو ۴۰' · سائنی ۶۰' |